# 162 км (зупинний пункт, Донецька залізниця)
162 кіломе́тр — залізничний пасажирський зупинний пункт Луганської дирекції Донецької залізниці.
Розташований на сході міста Сорокине, Краснодонська міська рада, Луганської області на лінії Родакове — Ізварине між станціями Краснодон (2 км) та Ізварине (15 км).
Через військову агресію Росії на сході Україні транспортне сполучення припинене.